# Diócesis de Dora
La diócesis de Dora (en latín: Dioecesis Doritana seu Dorensis) es una sede suprimida y sede episcopal titular de la Iglesia católica.

## Historia
Dora fue una antigua sede episcopal de la provincia romana de Palestina I, en la diócesis de Oriente. Era sufragánea de la archidiócesis de Cesarea y formaba parte del Patriarcado de Jerusalén.
Esta sede titular quedó vacante el 4 de febrero de 1980, fecha en la que fue erigida la diócesis de Ciudad Real.

## Episcopologio
- Imrich Esterházy de Galántha † (23 de julio de 1725 - 29 de mayo de 1741, nombrado obispo de Nitra)
- Jean Jacques Lantz † (3 de abril de 1786 - 6 de enero de 1799)
- Mauro Paolo Giuseppe Antonino Michele María Mari, O.S.B. † (26 de marzo de 1804 - diciembre de 1814)
- Antonio de Simone † (28 de septiembre de 1849 - 18 de marzo de 1858, nombrado arzobispo titular de Eraclea de Europa)
- Anthony O'Regan † (6 de julio de 1858 - 13 de noviembre de 1866)
- Giovanni María Majoli † (6 de marzo de 1871 - 29 de julio de 1872, nombrado obispo de Urbania y Sant'Angelo en Vado)
- Indalecio Barreto (21 de marzo de 1873 - 16 de enero de 1874, nombrado arzobispo de Nueva Pamplona
- Franciscus de Paula Reyes † (16 de enero de 1874 - ?)
- Victoriano Guisasola y Rodríguez † (29 de septiembre de 1876 - 27 de marzo de 1882, nombrado obispo de Orihuela)
- Antonio María Cascajares y Azara † (27 de marzo de 1882 - 27 de marzo de 1884, nombrado obispo de Calahorra y La Calzada)
- José María Rancés y Villanueva † (10 de junio de 1886 - 28 de noviembre de 1898, nombrado obispo de Cádiz y Ceuta)
- Casimiro Piñera y Naredo † (28 de noviembre de 1898 - 28 de agosto de 1904)
- Remigio Gandásegui y Gorrochátegui † (27 de marzo de 1905 - 28 de mayo de 1914, nombrado obispo de Segovia)
- Francisco Javier de Irastorza Loinaz † (11 de julio de 1914 - 27 de enero de 1922, nombrado obispo de Orihuela)
- Beato Narciso de Estenaga † (14 de diciembre de 1922 - 22 de agosto de 1936)
- Emeterio Echeverría y Barrena † (29 de diciembre de 1942 - 23 de diciembre de 1954)
- Juan Hervás y Benet † (14 de marzo de 1955 - 30 de septiembre de 1976, nombrado obispo titular de Alinda)
- Rafael Torija de la Fuente † (30 de septiembre de 1976 - 4 de febrero de 1980, nombrado obispo de Ciudad Real)[6]